# Новые Ивайтёнки
Новые Ивайтёнки — деревня в Унечском районе Брянской области, административный центр Ивайтёнского сельского поселения.

## География
Находится в центральной части Брянской области на расстоянии приблизительно 27 км на восток-юго-восток по прямой от вокзала железнодорожной станции Унеча.

## История
Возникла в конце XIX века при переселении почти всего села Ивайтёнки (ныне Старые Ивайтёнки) на новое место. В середине XX века работал колхоз "Искра", позднее «Рассвет».. В 1892 году здесь (деревня Мглинского уезда Черниговской губернии) учтено было 82 двора.

## Население
Численность населения: 535 человек (1892), 3369 человек (русские 100 %) в 2002 году, 341 в 2010.